# Hongrie aux Jeux olympiques d'hiver de 1988
La Hongrie participe aux Jeux olympiques d'hiver de 1988, qui ont lieu à Calgary au Canada. Ce pays, représenté par cinq athlètes, prend part aux Jeux d'hiver pour la quinzième fois de son histoire après sa participation à toutes les éditions précédentes. Il ne remporte pas de médaille.

## Résultats

### Biathlon
| Épreuve      | Athlète      | Manquées 1 | Temps         | Rang |
| ------------ | ------------ | ---------- | ------------- | ---- |
| 10 km Sprint | Zsolt Kovács | 0          | 28 min 13 s 9 | 48   |

| Épreuve | Athlète      | Temps             | Manquées | Temps ajusté 2    | Rang |
| ------- | ------------ | ----------------- | -------- | ----------------- | ---- |
| 20 km   | Zsolt Kovács | 1 h 02 min 15 s 2 | 4        | 1 h 06 min 15 s 2 | 54   |

1Une boucle de pénalité de 150 mètres est parcourue pour chaque cible manquée. 

2Une minute de pénalité par cible manquée.

### Patinage artistique
Femmes
| Athlète         | CF | SP | FS | TFP  | Rang |
| --------------- | -- | -- | -- | ---- | ---- |
| Tamara Téglássy | 19 | 22 | 15 | 35.2 | 19   |

Danse sur glace
| Athlètes               | CD | OD | FD | TFP  | Rang |
| ---------------------- | -- | -- | -- | ---- | ---- |
| Klára Engi Attila Tóth | 7  | 7  | 7  | 14.0 | 7    |

### Ski de fond
| Épreuve | Athlète     | Course            | Course |
| Épreuve | Athlète     | Temps             | Rang   |
| ------- | ----------- | ----------------- | ------ |
| 15 km   | Gábor Mayer | 47 min 56 s 2     | 57     |
| 30 km   | Gábor Mayer | 1 h 39 min 03 s 5 | 63     |